# Nematostoma singeri
Nematostoma singeri är en svampart som beskrevs av Petr. 1955. Nematostoma singeri ingår i släktet Nematostoma och familjen Pseudoperisporiaceae.   Inga underarter finns listade i Catalogue of Life.